# Apeadero de Pedrouços da Maia
Nota: No confundir con la antigua Estación de Pedrouços o el antiguo Apeadero de Pedrouços, ambos en la Línea de Cascais, ni con la Estación de Maia, en la Línea de Guimarães.
El Apeadero de Pedrouços da Maia fue una plataforma ferroviaria de la Línea de Leixões, que servía a la localidad de Pedrouços, en el ayuntamiento de Maia, en Portugal.

## Historia
Este apeadero se situaba en el tramo entre las Estaciones de Contumil y Leixões de la Línea de Leixões, que abrió a la explotación el 18 de septiembre de 1938.
En noviembre de 1940, esta plataforma estaba en funcionamiento, con la categoría de apeadero.